# Romanel-sur-Morges
Romanel-sur-Morges − miejscowość i gmina (commune) w zachodniej Szwajcarii, w kantonie Vaud, w okręgu (district) Morges.  

## Demografia
W Romanel-sur-Morges mieszka 460 osób. W 2021 roku 15,7% populacji gminy stanowiły osoby urodzone poza Szwajcarią.

## Transport
Przez teren gminy przebiega droga główna nr 129.